# Grimpar roux
Dendrocincla homochroa
Espèce
Statut de conservation UICN

 LC  : Préoccupation mineure
Le Grimpar roux (Dendrocincla homochroa) est une espèce de passereaux de la famille des Furnariidae.

## Description
Le Grimpar roux a une taille comprise entre 17 et 20 cm. Sa couronne, son croupion, ses ailes et sa queue sont noisette. Le bout des ailes est brun fauve. Sa gorge cannelle. Le dessous est brun fauve avec l'abdomen un peu plus pâle. Les sous-caudales sont fauve et la couverture sous-alaire est plus pâle. Les sexes sont semblables.

## Alimentation
Il se nourrit d'insectes qu'il capture sur le sol.

## Répartition
On le trouve du sud-est du Mexique à travers le Guatemala, le Belize, à l'est du Nicaragua, au Salvador, en passant par le Costa Rica jusqu'à l'est du Panama et du nord-est et nord-ouest de la Colombie au nord du Venezuela. Il vit dans les forêts humides au pied des montagnes.

## Nidification
Le nid, garni de feuilles, est installé dans un tronc d'arbre. La femelle y pond 2 ou 3 œufs.

## Sous-espèces
D'après la classification de référence (version 5.2, 2015) du Congrès ornithologique international, cette espèce est constituée des quatre sous-espèces suivantes (ordre phylogénique) :
- Dendrocincla homocrhoa homochroa (Sclater, 1860) ;
- Dendrocincla homochroa acedesta Oberholser, 1904 ;
- Dendrocincla homochroa ruficeps Sclater & Salvin, 1868 ;
- Dendrocincla homochroa meridionalis Phelps & Phelps Jr, 1953.